# مریت پارک (نیویورک)
مریت پارک (به انگلیسی: Merritt Park) یک منطقهٔ مسکونی در ایالات متحده آمریکا است که در نیویورک واقع شده‌است. مریت پارک ۱٫۱۵ کیلومتر مربع مساحت و ۱٬۲۵۶ نفر جمعیت دارد و ۸۶٫۸۷ متر بالاتر از سطح دریا واقع شده‌است.